# Chimé
Né sur l'île de Moorea en Polynésie française, Chimé est un des quelques artistes tatoueurs qui dans les années 1980 ont redécouvert les motifs polynésiens traditionnels oubliés, et qui sont à l'origine de la renaissance puis de l'expansion internationale de cette pratique.

## Histoire
Dans les années 1980 pratiquement personne n’était tatoué en Polynésie. Avec la renaissance culturelle en général, et aussi les revendications politiques à différents niveaux, le tatouage est redevenu une forme d’expression et aussi une certaine attitude.
Trois personnalités peuvent revendiquer la paternité de la renaissance du tatouage traditionnel en Polynésie française, au début des années 1980 :  Tavana Salmon, Raymond Graffe, et Tapu Bonnet. Ces trois personnages ont tous joué leur rôle dans cette histoire. Ils se sont fait marquer la peau des symboles retrouvés dans les vieilles gravures. Derrière ce trio qui revendique haut et fort son rôle, est venu un autre trio. Un trio de tatoueurs. Roonui, Chimé et Purotu, que l’on a surnommé les trois mousquetaires du tatouage. Ce sont eux qui ont vraiment popularisé le tatouage polynésien, avant de l’exporter.
Les trois cousins Roonui, Chimé et Purotu ont commencé à se tatouer et à tatouer dans la rue, à l’arraché, ça veut dire avec des aiguilles à coudre attachées sur des bâtons d’allumettes, puis des rasoirs électriques. Puis Tavana Salmon tatoue Chime alors âgé de quatorze ans. Ensuite Paulo Suluape est venu à Moorea, où il a formé Purotu et d’autres jeunes aspirants tatoueurs. Chimé est devenu son élève. La famille Suluape est une grande famille de tatoueurs samoans qui se transmettent leur rôle de père en fils depuis plusieurs siècles. Paulo Suluape s’était installé en Nouvelle-Zélande avant de former des gens dans toutes les îles du Pacifique, jusqu’à Hawaï et en Europe. Chimé a suivi Paulo Suluape aux Samoa où il se fait tatouer un pea traditionnel.
A la fin des années 1990 Chimé s'installe à Barcelone en Espagne chez Mao & Cathy (studio de tatouage). Il est le premier tatoueur polynésien à faire découvrir son art à la vieille Europe. Il devient un pilier des conventions internationales de Tatouage. Depuis 2011, il travaille dans son studio de Bordeaux.

## Expositions
- TATOUEURS TATOUES – Musée du quai Branly. 2014[9]